# Centro Universitario de Teatro
El Centro Universitario de Teatro o CUT es la escuela de teatro de la Universidad Nacional Autónoma de México, forma parte de la Coordinación de Difusión Cultural, fue fundado por el Maestro Héctor Azar.

## Origen
El CUT se fundó en 1962, por Héctor Azar, Jefe de la Sección de Teatro de la UNAM, quien propuso la creación como continuación a los movimientos teatrales de vanguardia en México, "así como a dos proyectos de teatro universitario: Teatro en Coapa y Poesía en Voz Alta".
Esta aula de teatro universitario evolucionó en 1973 para dar formación reglada, convirtiéndose en pocos años en uno de los principales centros de capacitación actoral de referencia del país. En 1977 sufrió una reestructuración interna y amplía su oferta con talleres de formación con Luis de Tavira y José Caballero. En 1980 el CUT se trasladó a su sede actual en el Centro Cultural Universitario.
Por su trayectoria y ubicación en el contexto de la enseñanza del teatro mexicano, ha logrado un destacar en la formación de actores, dramaturgos, escenógrafos y directores de escena: ya desde su fundación el Centro ha sido dirigido por las figuras más destacadas del teatro mexicano: Héctor Azar, Héctor Mendoza (Premio Nacional de Ciencias y Artes), Luis de Tavira (Premio Nacional de Ciencias y Artes), Ludwik Margules (Premio Nacional de Ciencias y Artes), José Caballero, Raúl Quintanilla, Raúl Zermeño, José Ramón Enríquez, Antonio Crestani y Mario Espinosa.

## Un proyecto en continua revisión
Su condición de Centro de Extensión Universitaria le confiere autonomía para revisar permanentemente su mapa académico curricular, lo que le permite confrontarse con la realidad teatral del país y poner en crisis su modelo de teatro, de manera de mantener un modelo en constante construcción, transformación y renovación en su propio lenguaje e identidad.
Todo ello sumado a su amplia infraestructura -entre la que destacan dos teatros (El Foro y La caja negra)  equipados con tecnología de nueva generación destinados al uso exclusivo de sus alumnos- y clases reducidas, permiten ofertar líneas formativas para conformar nuevos actores, dramaturgos, directores, escenografos, productores, técnicos, investigadores y pedagogos.

## Producción y dinamización cultural
El CUT colabora en la dinamización de la vida cultural del Centro Cultural Universitario así como en la realización del Festival Internacional de Teatro Universitario, cediendo espacios y produciendo programación. A este respecto recientemente está tratando de mantener una programación regular donde sea habitual tanto ver producciones propias como de jóvenes creadores.